# Actinodura ramsayi
Actinodura ramsayi, de nome comum síbia-de-lunetas ou asa-malhada-de-lunetas,é uma espécie de ave da família Timaliidae. Pode ser encontrada nos seguintes países: China, Laos, Myanmar, Tailândia e Vietname. Os seus habitats naturais são: regiões subtropicais ou tropicais húmidas de alta altitude.